# 季隗
季隗（前668年?—？），中国春秋时期廧咎如之女。重耳的妻妾之一，她在晋文公的妻妾中位次第三，次于文嬴、偪姞，高于杜祁。

## 生平

### 歸妹重耳
周惠王二十一年（魯僖公五年，前656年），重耳之兄申生被驪姬害死，重耳離開了晉國都城絳，到蒲城，他父親晉獻公派勃鞮謀殺重耳，勃鞮割斷了重耳的袖子，重耳爬牆僥倖逃走。重耳的母親是狐氏出身白狄族，於是決定往狄族人的地方逃跑。周惠王二十二年（前655年），白狄人讨伐廧咎如，俘获叔隗、季隗姐妹，把季隗献给流亡到白狄的晋国的公子重耳，季隗生子伯鯈、叔刘。叔隗嫁赵衰，生子赵盾。

### 重耳有約
周襄王八年（魯僖公十六年，前644年），晋惠公派勃鞮追杀，重耳离开了北狄。重耳对季隗说“待我二十五年，不来而后嫁。”季隗回答：“我二十五岁了，二十五年后再嫁，已将就木。请待子。”而《史记》中则更生动地描述了这一故事：重耳谓其妻曰：“待我二十五年不来，乃嫁。”其妻笑曰：“犁二十五年，吾冢上柏大矣。虽然，妾待子。”

### 晉文重逢
周襄王十六（魯僖公二四年，前636年）春二月(夏曆十二月)，在秦穆公的幫助下，重耳繼承晉國君位。狄人把季隗送回晋国，请求留下伯鯈和叔刘。